# Benedetto da Benevento
Benedetto da Benevento (Benevento, ca. 970 – Międzyrzecz, 11 novembre 1003) è stato un missionario italiano.
Venerato come santo dalla Chiesa cattolica, è riconosciuto come protomartire della Polonia.

## Biografia

### I primi anni (ca. 970 - ca. 988)
Nacque a Benevento verso il 970 da una famiglia di ceto medio. Trascorre i suoi primi venti anni nella città natale e a 18 anni i genitori, scoperta la vocazione religiosa del figlio, lo fanno consacrare molto prima dell'età canonica (che corrispondeva ai 25 anni), versando una congrua somma di denaro all'arcivescovo della città, Alfano I.

### Monaco ed eremita
Benedetto, pentito dell'atto simoniaco compiuto dai suoi genitori, da canonico del capitolo cattedrale decide di allontanarsi dal mondo, diventando monaco nel monastero del Santissimo Salvatore a Napoli, dove si distinse per "mirabile vita". Nel 992 ottenne anche dall'abate il permesso di vivere eremita in una piccola cella del monastero. 
Due anni più tardi, nel 994, si ritirò sul Monte Soratte, non lontano da Roma, vivendo in austera penitenza per tre anni, assalito dalle tentazioni.
Dopo esser venuto a conoscenza delle doti spirituali di Giovanni Gradenigo, convertitosi alla vita eremitica dopo essere stato domestico e segretario del Doge di Venezia Pietro Orseolo, decide di recarsi da lui nei pressi dell'Abbazia di Montecassino. Giovanni, infatti, viveva in una cella vicino al monastero.

### L'incontro con Romualdo di Camaldoli
È tramite Giovanni che Benedetto viene a conoscenza anche dell'esistenza di Romualdo, futuro fondatore e padre dell'ordine benedettino dei Camaldolesi, amico e maestro di Giovanni Gradenigo. 
Benedetto decide, quindi, di mettersi alla ricerca di Romualdo e incontratolo si mette al suo seguito. Romualdo, da parte sua, rimane molto contento di Benedetto, che si distingue per le sue virtù.
Si reca con Romualdo a Roma, dove due nuovi discepoli si aggiungono alla loro compagnia, Bruno Bonifacio, conosciuto anche come Bruno di Querfurt, e Tommaso. Bruno scriverà in seguito Vita quinque fratres ("Vita di cinque fratelli") che ci offre notevoli notizie su Benedetto, narrando, infatti, il suo martirio in Polonia assieme ad altri quattro padri camaldolesi.
Insieme ai suoi discepoli, Romualdo segue all'isola del Perèo, dove oggi sorge il centro abitato di Sant'Alberto (Ravenna), l'imperatore Ottone III, che fa costruire accanto all'eremo un monastero e una chiesa in onore di sant'Adalberto. Al prestigioso ruolo di abate è designato Benedetto che, però, rinunzia sia per umiltà sia per il desiderio, già nascente, di diventare missionario.

### L'attività missionaria
Nella primavera dell'anno 1000, Ottone III si reca in pellegrinaggio in Polonia, presso la tomba di sant'Adalberto a Gniezno. In quest'occasione, stringe rapporti con il duca Boleslao I Chrobry, il quale chiede aiuto per l'evangelizzazione del suo popolo. L'imperatore si rivolge, quindi, a Romualdo il quale lascia ai suoi seguaci la facoltà di decidere se partire missionari o meno. Benedetto, Giovanni di Classe e Bruno Bonifacio si offrono volontari. Bruno, però, non potrà partire subito, anche perché sarà lui l'incaricato ad ottenere la licenza papale a Roma per la missione in Polonia. 
Ad ottobre del 1001, Benedetto e Giovanni partono per la Polonia. Il viaggio, colmo di disagi, dovuti anche alla stagione fredda, dura tre mesi, da ottobre fino a gennaio. 
Giunti in Polonia, il duca Boleslao li accoglierà molto lietamente. Il duca fa costruire un monastero a Międzyrzecz, ad occidente di Poznań, decidendo anche di provvedere al sostentamento dei frati camaldolesi, in modo che possano dedicarsi solamente all'attività missionaria. 
I frati imparano la lingua polacca e accolgono tra loro tre novizi: Isacco, Matteo e Barnaba. 
Intanto, però, Bruno Bonifacio non è giunto ancora in Polonia con la licenza papale a causa anche della guerra tra Enrico II e il duca Boleslao. 
Benedetto e Giovanni sono turbati perché non comprendono il motivo per cui Bruno ancora non arrivi e senza licenza non possono ancora evangelizzare le genti pagane. Benedetto prende, quindi, la decisione di partire alla ricerca dell'amico. Tale ricerca, però, non giungerà a buon fine. Benedetto ritorna e uno dei novizi, Barnaba, si offre per andare a Roma ad ottenere la licenza.

### La morte
Nel frattempo, l'11 novembre 1003, alla vigilia di San Martino, Benedetto e Giovanni insieme ai novizi furono uccisi da alcuni malfattori che erano entrati nel romitorio. Furono sepolti solennemente da parte dell'arcivescovo Unger di Poznan il 12 novembre.

## Canonizzazione
In seguito ad alcuni eventi miracolosi, narrati da Bruno di Querfurt, papa Giovanni XVIII, dopo aver ricevuto in visita il camaldolese Barnaba, nei primi mesi dell'anno 1004, decide senza alcuna esitazione che Benedetto e i quattro camaldolesi uccisi fossero considerati santi martiri.
L'arcidiocesi di Benevento, con il vescovo Serafino Sprovieri, ha proclamato il 2004 Anno Benedettiano in onore di Benedetto da Benevento. Nello stesso anno, il 21 novembre, vi è stata una grande celebrazione per il gemellaggio Benevento-Międzyrzecz con la presenza del cardinale primate di Polonia, quale inviato speciale del papa, dell'arcivescovo di Benevento, dell'arcivescovo di Ravenna, i vescovi della metropolia beneventana, i vescovi di Zielona Gora-Gorzow, una rappresentanza dei padri camaldolesi, autorità politiche, civili e militari.